# 国交
国交（こっこう）とは、二国間の外交関係のこと。

## 概要
国交は、互いの国が相手国を主権国家と認める国家の承認を前提として行われ、
大使（特命全権大使）を長とする外交使節団の交換を伴うのが通常である。
外交使節団は相手国（複数の国家を担当する場合はそのいずれか）に大使館を設置し、外交活動や自国民の保護などの業務を行う。